# Nikolaj Nikolajevič Skatov
Nikolaj Nikolajevič Skatov (rusky Николай Николаевич Скатов; 2. května 1931, Kostroma – 29. října 2021) byl ruský literární vědec, který se specializoval především na dějiny ruské literatury.

## Život
V roce 1953 absolvoval pedagogický institut v Kostromě a poté Moskevský státní pedagogický institut. V roce 1959 obhájil disertační práci na téma V. G. Bělinskij o kritice: Problém kritiky v estetice V. G. Bělinského. Od roku 1962 pracoval na katedře ruské literatury Leningradského státního pedagogického institutu. V roce 1970 obhájil profesuru prací Někrasov a ruská lyrika druhé poloviny 19. a počátku 20. století.
V letech 1987–2005 byl ředitelem Ústavu ruské literatury Akademie věd SSSR v Puškinově domě. Dne 30. května 1997 byl zvolen korespondenčním členem Ruské akademie věd za obor literatury a literárních věd.

## Dílo
Je vědecky zaměřen na historii ruské literatury a textovou kritiku. Přispěl ke studiu díla Puškina, Kolcova, Někrasova, Ostrovského, Bloka, Achmatovové, Tvardovského a dalších klíčových osobností ruské literatury.
Je autorem více než 300 vědeckých a literárních kritických děl, včetně 23 knih.